# Kunzeana aurulenta
Kunzeana aurulenta är en insektsart som först beskrevs av Lawson 1930.  Kunzeana aurulenta ingår i släktet Kunzeana och familjen dvärgstritar. Inga underarter finns listade i Catalogue of Life.